# William Erigena Robinson
William Erigena Robinson (ur. 6 maja 1814 w pobliżu Cookstown w Wielkiej Brytanii, zm. 23 stycznia 1892 w Brooklynie) – amerykański polityk, członek Partii Demokratycznej.

## Działalność polityczna
W okresie od 4 marca 1867 do 3 marca 1869 przez jedną kadencję był przedstawicielem 3. okręgu, a od 4 marca 1881 do 3 marca 1885 przez dwie kadencje przedstawicielem 2. okręgu wyborczego w stanie Nowy Jork w Izbie Reprezentantów Stanów Zjednoczonych.